# Славка Недић Милојевић
Славка Недић Милојевић (Скопље, 22. фебруар 1916 - Конопница, 6. април 1944), била је учитељица и дипломирани филозоф.

## Биографија
Још као студенткиња истицала се својом револуционарношћу. Припадала је антифашистичком студентском покрету.
Учествовала је у народноослободилачкој борби, прво као борац, а пошто је рањена у главу, пребачена је да ради као позадински радник. Као секретар Просветног одбора за целу слободну територију Пусте Реке и Јабланице радила је на организовању просветног и културног живота, а посебно на припреми младог учитељског кадра за рад у новоотвореним школама. На том послу у Црној Трави, за време једне непријатељске офанзиве, четници су је ухватили и на зверски начин лишили живота априла 1944. године у селу Конопници у срезу власотиначком. 
На платформи Sketchfab доступан је 3D модел споменика Славки Недић Милојевић, који се налази испред Дома ученика у Лесковцу.